# Acta Politologica
Acta Politologica je český recenzovaný politologický časopis. Vydává jej od roku 2009 Katedra politologie Institutu politologických studií Fakulty sociálních věd Univerzity Karlovy v Praze. Je oficiálním časopisem České politologické společnosti. Vychází dvakrát ročně, vždy v dubnu a v říjnu. Je indexován databázemi Google Scholar, Scopus, CEEOL, DOAJ a ERIH PLUS. Jsou v něm publikovány recenze, odborné články, diskusní příspěvky a zprávy související s děním kolem vědecké komunity v oboru politologie a příbuzných oborech.
V roce 2025 začal být časopis zveřejňován ve spolupráci s platformou Sciendo a na webových stránkách časopisu je možné dohledat jen archivy z let 2009 až 2024.